# Così muore la carne
 Così muore la carne (The Way of All Flesh) è un romanzo semi-autobiografico di Samuel Butler che attacca l'ipocrisia dell'Inghilterra vittoriana. Scritto tra il 1873 e il 1884 e pubblicato nel 1903, è il ritratto di quattro generazioni della famiglia Pontifex e rappresenta un invito alla moderazione degli obblighi imposti dalla religione cristiana. L'opera è stata pubblicata postuma per volere dell'autore, che non osò farlo durante la sua vita; in seguito è entrata a far parte degli scritti maggiormente critici verso l'epoca vittoriana.

## Personaggi principali
- Mr Overton, il narratore, amico di George Pontifex.
- Old Pontifex, nonno di Theobald.
- Ruth Pontifex, nonna di Theobald.
- George Pontifex, figlio di old Pontifex.
- Eliza, Maria, John e Alethea Pontifex sono figli di George.
- Theobald Pontifex, padre del protagonista, Ernest.
- Christina Pontifex, madre di Ernest.
- Ernest Pontifex, il protagonista del romanzo.
- Ellen, cameriera dei Pontifex, poi moglie di Ernest.
- Dr Skinner, insegnante di Ernest.

## Trama
La storia è narrata da Overton, amico del padre del personaggio principale.
Il romanzo prende inizio alla fine del XVIII secolo, ripercorrendo la genealogia familiare di Ernest Pontifex, il protagonista. John Pontifex (old Pontifex) era un carpentiere; suo figlio George migliora la sua posizione diventando un editore;  il figlio di George, Theobald, pressato da suo padre a diventare un ministro, è manipolato dalla madre a sposare Christina, la figlia di un pastore. La storia si concentra quindi su Ernest Pontifex, primogenito di Theobald e Christina.
L'autore descrive la relazione antagonista tra Ernest ed i suoi genitori, ipocriti ed oppressivi. La zia Alethea è cosciente di questa situazione, ma muore prima di poter opporsi in pieno alla maligna influenza dei genitori sul ragazzo. Riesce comunque a trasferire ad Ernest, poco prima di morire, una piccola fortuna tramite l'amico di famiglia Overton, che dovrà conservarla e poi consegnarla al giovane al compimento dei suoi ventotto anni.
Ernest diventa un giovane uomo, percorre una strada teologicamente accidentata che riflette le divisioni e le controversie della Chiesa d'Inghilterra in epoca vittoriana. Facilmente influenzato da altri universitari, diventa prima cristiano evangelico, poi uomo di chiesa. Cade quindi vittima delle lusinghe del cattolicesimo (viene anche ingannato e privato di gran parte del suo denaro da un amico  pastore). Decide quindi che il modo migliore di rigenerare la Chiesa d'Inghilterra è quello di vivere tra i poveri, ma i risultati sono disastrosi. La sua fede nella Bibbia viene meno dopo una conversazione con uno povero che voleva riscattare e, sotto la pressione della povertà e del dubbio teologico, tenta un'aggessione sessuale a una donna che aveva erroneamente ritenuto di facili costumi.
Quest'aggressione lo porta a una pena detentiva. I suoi genitori lo disconoscono e la sua salute peggiora.
Si riprende ed apprende il mestiere di sarto, decidendo di farne la sua professione una volta fuori di prigione. Perde la fede cristiana. Sposa Ellen, una ex cameriera dei suoi genitori, hanno due figli ed aprono un negozio nel settore dell'abbigliamento. Tuttavia, nel tempo, scopre che Ellen è già sposata ed alcolizzata. Overton, a questo punto, interviene e paga Ellen affinché vada via. Dà ad Ernest un lavoro e lo porta con sé in un viaggio in Europa.
Infine Ernest raggiunge i ventotto anni e riceve il lascito di sua zia Alethea. Ritorna quindi a casa dei genitori fino alla loro morte. L'influenza del padre su di lui svanisce allo stesso modo come si riduce il ruolo di Theobald come pastore, anche se trova sempre modo per infastidirlo. In analogia autobiografica Ernest diventa un autore di letteratura controcorrente.